# Erik Leksell
Erik Andersson Leksell (i riksdagen kallad Leksell i Sandviken), född 6 maj 1854 i Leksand, död 23 mars 1937 i Sandviken, var en svensk murare och riksdagspolitiker (socialdemokrat).
Erik Leksell var riksdagsledamot i andra kammaren 1906–1917, invald 1906–1911 i Gästriklands östra tingslags valkrets och 1912–1917 i Gästriklands valkrets. Han är begravd på Gamla kyrkogården i Sandviken.